# Gornja Brnjica
Bërnicë e Epërme en albanais et Gornja Brnjica en serbe latin (en serbe cyrillique : Горња Брњица) est une localité du Kosovo située dans la commune/municipalité de Pristina, district de Pristina (Kosovo) ou district de Kosovo (Serbie). Selon le recensement kosovar de 2011, elle compte 1 595 habitants.
En 2011, le village de Sinidol, qui jusqu'alors faisait partie de Bërnicë e Epërme/Gornja Brnjica, a été recensé comme une localité à part entière ; il comptait 959 habitants, dont 957 Albanais,.

## Démographie

### Évolution historique de la population dans la localité
| 1948 | 1953 | 1961 | 1971 | 1981  | 1991  | 2011  |
| ---- | ---- | ---- | ---- | ----- | ----- | ----- |
| 553  | 614  | 700  | 872  | 1 067 | 1 118 | 1 595 |

|  |

### Répartition de la population par nationalités (2011)
En 2011, les Albanais représentaient 99,06 % de la population.